# José Augusto Sánchez Pérez
José Augusto Sánchez Pérez (Madrid, 30 de novembre de 1882 - 13 de novembre de 1958) va ser un matemàtic espanyol i membre de la Reial Acadèmia de Ciències Exactes, Físiques i Naturals.

## Carrera
Va ser doctor en Ciència Exactes des de 1902 i Catedràtic de Matemàtiques a l'Institut Beatriz de Galindo de Madrid des de 1908, per oposició d'Ensenyament Mitjà. Va col·laborar en la Junta per a l'Ampliació d'Estudis amb Miguel Asín Palacios i Julià Ribera Tarragó. Professor eventual de l'Escola Superior Aerotècnica i Corresponsal de la Reial Acadèmia de la Història i de la Internacional de la Història de les Ciències. A més va ser secretari de la Reial Societat Matemàtica Espanyola el 1934. Els seus treballs i publicacions van combinar les matemàtiques amb la història. El 1934 va ingressar a la Reial Acadèmia de Ciències Exactes, Físiques i Naturals.
En la base de dades de la Biblioteca Nacional d'Espanya estan registrades almenys 39 obres al seu nom.

## Obres
- Partición de herencias entre los musulmanes del rito maloquí (1914)
- Biografía de los matemáticos árabes que florecieron en España (1921)
- Las Matemáticas en la Biblioteca de El Escorial (Madrid, 1928)
- El Algebra de Abenbeber (1916)
- Las matemáticas en la Biblioteca de El Escorial
- Cien cuentos populares (1942)
- El culto mariano en España' (1943)
- Supersticiones españolas (1948)
- Cuentos árabes populares (1952)